# فورد اف سلسلة الجيل الثاني
فورد اف سلسلة الجيل الثاني (بالإنجليزية: Ford F-Series second generation)‏ هي سيارة من صناعة شركة فورد أنتجت في 1953 وتوقف إنتاجها في 1956.